# Биссус

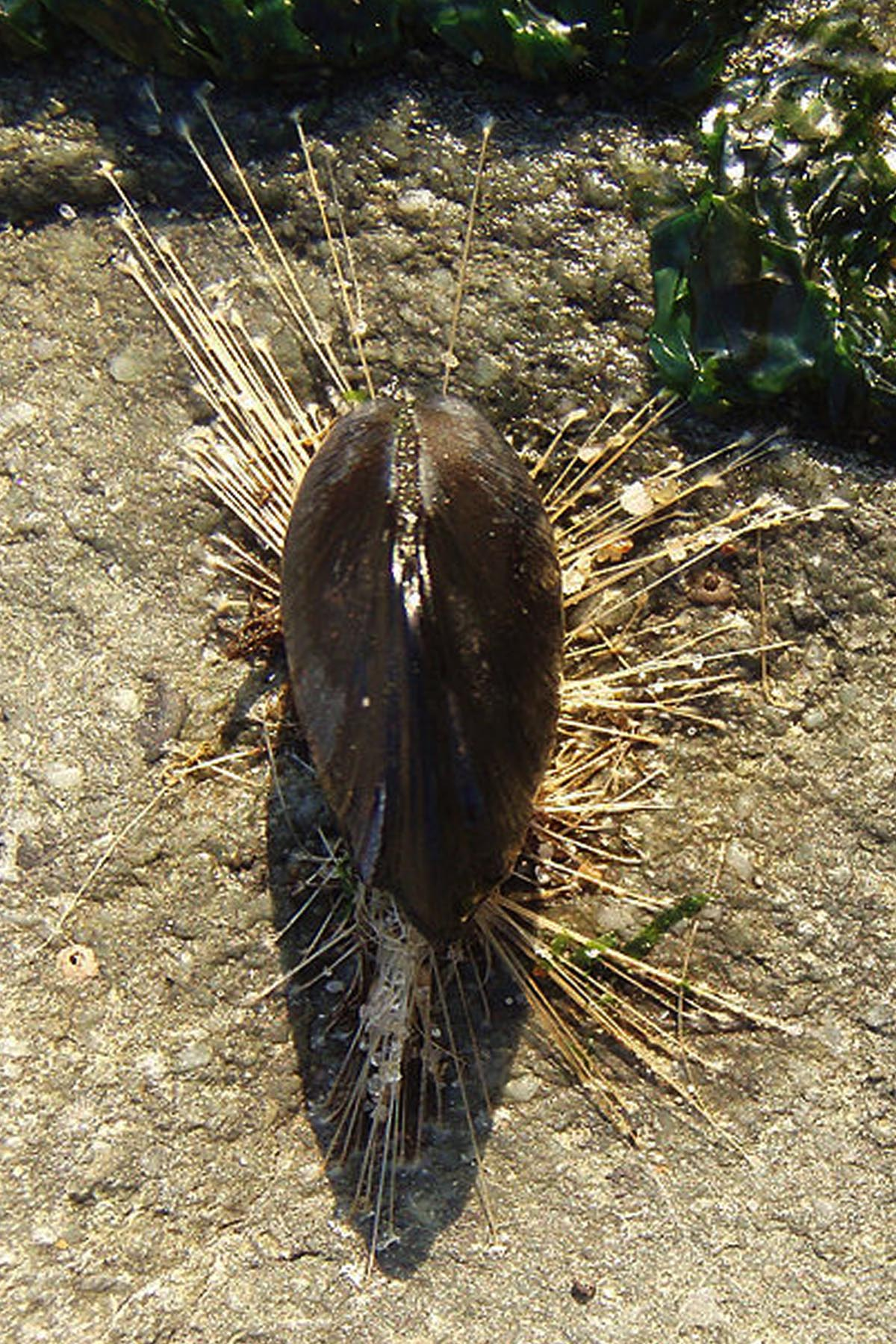
Мидия из рода Mytilus, прикрепившаяся к поверхности скалы несколькими биссусными нитями

Биссус (др.-греч. βύσσος — «виссон, тончайшее полотно») — прочные белковые нити, которые выделяют некоторые двустворчатые моллюски (Bivalvia). Секретируемый биссусовой железой белковый материал при выделении имеет жидкую форму и застывает, уже попав в воду. Предел прочности биссуса у большинства видов моллюсков лежит в пределах 13—26 МПа. Рекордных значений достигает речная дрейссена, которая создаёт нити с пределом прочности 48 МПа.
Наиболее обычно использование моллюсками биссуса для прикрепления к твёрдым поверхностям. Для молоди некоторых видов описано пассивное плавание в толще воды с помощью пучков нитей, которые выступают в роли паруса (англ. byssal drift).

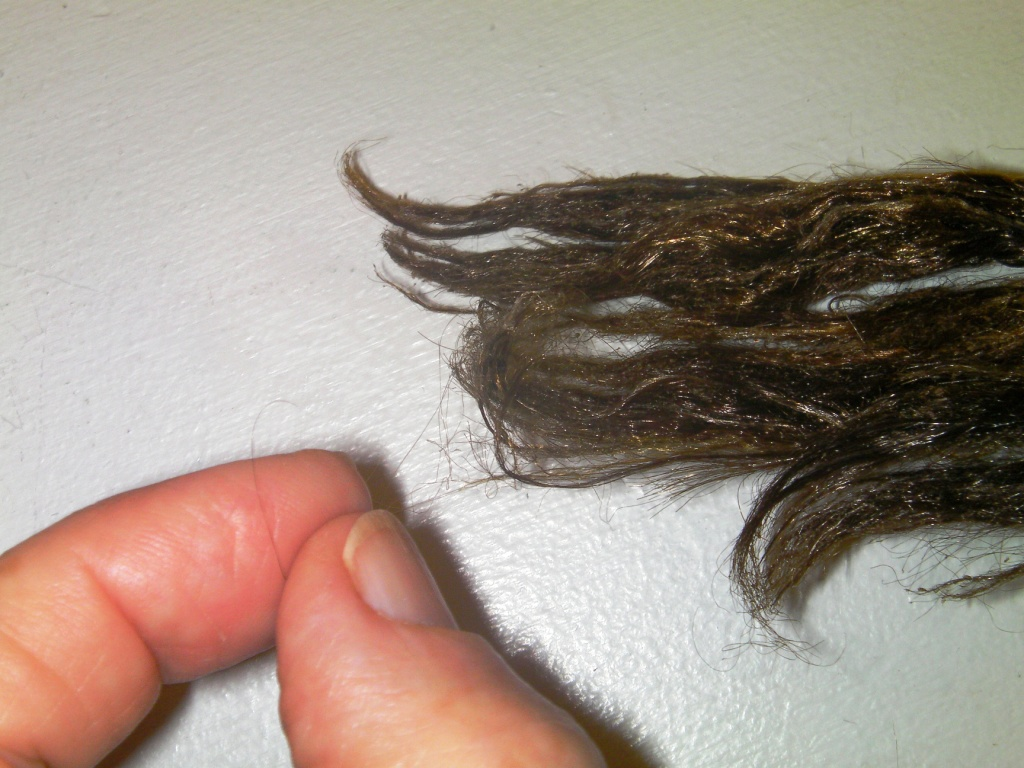
Пучок биссусных нитей

Предполагают, что биссус возник как приспособление для оседания планктонных личинок на дно. Это отчасти подтверждается тем, что представители лишь немногих групп сохраняют работающую биссусовую железу на протяжении всей жизни. Большинство таких форм ведёт малоподвижный или неподвижный образ жизни на твёрдых субстратах: мидии (Mytilidae), дрейссениды (Dreissenidae), Anomiidae, Arcidae и Pinnidae. Исключение из этого правила составляют активно плавающие морские гребешки (Pectinidae).
Из длинных биссусных нитей средиземноморских пинн (Pinna) производят тонкую золотистую ткань — виссон, также называемый в некоторых странах морским шёлком. По свидетельству Геродота, в Древнем Египте виссон использовали для обёртывания мумий.